# Mohamed Nadjib Assal
Pour les articles homonymes, voir Assal.
Mohamed Nadjib Assal, né le 7 mai 1999, est un coureur cycliste algérien.

## Biographie
En 2017, Mohamed Nadjib Assal devient champion d'Afrique du contre-la-montre par équipes juniors, avec la délégation algérienne. Il représente aussi son pays aux championnats du monde juniors. L'année suivante, il se classe notamment quatrième d'une d'une étape du Tour de l'Espoir. Il intègre ensuite une équipe continentale en 2020. Bon sprinteur, il obtient de bons résultats dans des compétitions nationales en Algérie. 
En 2022, il termine quatrième d'une étape du Sharjah Tour, sous les couleurs d'un club émirati. Sur piste, il engrange deux médailles aux championnats d'Afrique, dans la vitesse par équipes et le keirin. Il remporte également l'or dans le keirin aux Championnats arabes, disputés sur le vélodrome du Caire,. 
Lors de la saison 2023, il brille de nouveau aux championnats d'Afrique en finissant troisième de l'élimination et de la poursuite par équipes. Sur route, il décroche deux podiums sur des étapes du Tour de Van, une épreuve turque inscrite au calendrier de l'UCI Europe Tour. Il est également sélectionné pour les championnats arabes. Tenant du titre sur le keirin, il est battu par son compatriote Yacine Hamza. Mohamed Nadjib Assal s'adjuge néanmoins la médaille d'argent.  

## Palmarès sur piste

### Championnats d'Afrique
- Abuja 2022
  -  Médaillé d'argent de la vitesse par équipes
  -  Médaillé de bronze du keirin
- Le Caire 2023
  -  Médaillé de bronze de l'élimination
  -  Médaillé de bronze de la poursuite par équipes
- Le Caire 2025
  -  Médaillé d'argent de la vitesse par équipes
  -  Médaillé d'argent de l'élimination

### Championnats arabes
- Le Caire 2022
  -  Médaillé d'or du keirin
  -  Médaillé de bronze de l'élimination
- Le Caire 2023
  -  Médaillé d'argent du keirin

## Palmarès sur route

### Par année
- 2017
  -  Champion d'Afrique du contre-la-montre par équipes juniors
- 2021
  - Challenge Spécial Ramadan :
    - Classement général
    - 1re épreuve
- 2022
  - 4e épreuve du Challenge Spécial Ramadan
- 2024
  - 1re étape du Grand Prix Didouche Mourad (contre-la-montre)
  - 2e étape du Tour de Sidi Bel Abbès
  - 3e étape du Tour de Tlemcen
- 2025
  - 8e étape du Tour d'Algérie
  - 4e étape du Tour du Cameroun
  - 3e du Grand Prix Sakiat Sidi Youcef

### Classements mondiaux
| Année                                 | 2018  | 2019  | 2020 | 2021 | 2022 | 2023  |
| ------------------------------------- | ----- | ----- | ---- | ---- | ---- | ----- |
| Classement mondial                    | 3020e | 3071e | nc   | nc   | nc   | 2698e |
| UCI Africa Tour                       | 262e  | 195e  | nc   | nc   | nc   | nc    |
|                                       |       |       |      |      |      |       |
| Légende : nc = non classéSource : UCI |       |       |      |      |      |       |